# Frans 1. af Begge Sicilier
Frans 1. (italiensk: Francesco I; født 14. august 1777, død 8. november 1830) var konge af Begge Sicilier i 1825-30.
Frans var søn af Ferdinand 1. og Maria Karolina af Østrig, Marie Antoinettes yngste søster. Under Napoleonskrigene måtte den kongelige familie flygte til Sicilien. Frans blev regent i 1812-16 og igen efter Revolutionen af 1820.

## Andet
Han var gift to gange og fik 14 børn, blandt andre Maria Christina, dronning af Spanien, og Teresa Christina, kejserinde af Brasilien.